# Лізокабтаген маралеуцел
Лізокабтаген маралеуцел (англ. Lisocabtagene maraleucel), що продається під торговою маркою «Бреянзі» — клітинний генний препарат для лікування В-клітинних лімфом, включаючи фолікулярну лімфому. Найпоширенішими побічними ефектами препарату є реакції гіперчутливості, серйозні інфекції, цитопенія та ослаблення імунної системи. Іншими поширеними побічними ефектами є зниження кількості нейтрофілів (тип лейкоцитів, які борються з інфекціями), еритроцитів або тромбоцитів крові, а також синдром вивільнення цитокінів (потенційно небезпечний для життя стан, який може спричинити гарячку, блювання, задишку, біль та гіпотензію) та підвищена втомлюваність. Найпоширенішими побічними реакціями при лікуванні фолікулярної лімфоми включають синдром вивільнення цитокінів, головний біль, біль у опорно-руховому апараті, підвищену втомлюваність, запор та гарячку.
Лізокабтаген маралеуцел — це генетично модифікована аутологічна химерна антигенна рецепторна Т-клітинна терапія, є третьою генною терапією, схваленою FDA для певних типів неходжкінської лімфоми, включаючи дифузну великоклітинну В-клітинну лімфому. Лізокабтаген маралеуцел був схвалений для медичного застосування в США в лютому 2021 року.

## Медичне використання
У США лізокабтаген маралеуцел показаний для лікування дорослих з великоклітинною В-клітинною лімфомою, включаючи дифузну великоклітинну В-клітинну лімфому, неспецифічну (включаючи дифузну великоклітинну В-клітинну лімфому, що виникає внаслідок індолентної лімфоми), високодиференційовану В-клітинну лімфому, первинну медіастинальну великоклітинну В-клітинну лімфому та фолікулярну лімфому ступеня ІІІВ, які мають рефрактерне захворювання до хемоімунотерапії першої лінії або рецидив протягом 12 місяців після хемоімунотерапії першої лінії; або захворювання до хемоімунотерапії першої лінії або рецидив після хемоімунотерапії першої лінії та не мають права на трансплантацію гемопоетичних стовбурових клітин через супутні захворювання або вік; або рецидив чи рефрактерне захворювання після двох або більше ліній системної терапії. Він також показаний дорослим з рецидивуючим або рефрактерним хронічним лімфолейкозом або дрібнолімфоцитарною лімфомою, які отримали принаймні дві попередні лінії терапії, включаючи інгібітор тирозинкінази Брутона та інгібітор В-клітинної лімфоми 2.
У ЄС лізокабтаген маралеуцел показаний для лікування дорослих з дифузною великоклітинною В-клітинною лімфомою, високодиференційованою В-клітинною лімфомою, первинною медіастинальною великоклітинною В-клітинною лімфомою, та фолікулярною лімфомою ІІІВ ступеня, у яких стався рецидив протягом 12 місяців після завершення хіміоімунотерапії першої лінії, або у яких спостерігається рефрактерність до неї.
Лізокабтаген маралеуцел не показаний для лікування хворих з первинною лімфомою центральної нервової системи.
У травні 2024 року FDA розширило показання для застосування лізокабтагену маралеуцелу, включивши до них дорослих з рецидивуючою або рефрактерною фолікулярною лімфомою, які отримали дві або більше попередніх ліній системної терапії; а також лікування дорослих з рецидивуючою або рефрактерною мантійноклітинною лімфомою, які отримали принаймні дві попередні лінії системної терапії, включаючи інгібітор тирозинкінази Брутона.

## Побічні ефекти
Етикетка FDA для лізокабтагену маралеуцелу містить обрамлене застереження щодо синдрому вивільнення цитокінів, який є системною реакцією на активацію та проліферацію химерних рецепторів антигена Т-клітин,що спричинюють підвищення температури тіла, неврологічну токсичність та грипоподібні симптоми.
У квітні 2024 року обрамлене застереження FDA було розширено, щоб включити злоякісні новоутворення Т-лімфоцитів.

## Історія
Безпека та ефективність лізокабтагену маралеуцелу були встановлені в багатоцентровому клінічному дослідженні за участю понад 250 дорослих з рефрактерною або рецидивуючою великоклітинною В-лімфомою. Повний рівень ремісії після лікування становив 54 %.
FDA надало лізокабтагену маралеуцелу пріоритетний статус, статус орфанного препарату, препарату для передової терапії регенеративної медицини, та проривної терапії. Лізокабтаген маралеуцел — це перший препарат регенеративної медицини з позначенням передової терапії регенеративної медицини, ліцензований FDA. FDA надало схвалення препарату «Бреянзі» компанії «Juno Therapeutics Inc.», яка входить до корпорації «Bristol-Myers Squibb».
Ефективність препарату оцінювали в клінічному дослідженні TRANSFORM (NCT03575351), рандомізованому, відкритому, багатоцентровому дослідженні у дорослих з первинною рефрактерною великоклітинною В-клітинною лімфомою або рецидивом протягом дванадцяти місяців після досягнення повної відповіді на терапію першої лінії. Учасники ще не отримували лікування рецидивуючої або рефрактерної лімфоми та були потенційними кандидатами на аутологічну химерну антигенну рецепторну Т-клітинну терапію. Загалом 184 учасники були рандомізовані у співвідношенні 1:1 для отримання одноразової інфузії лізокабтагену маралеуцелу після лімфодеплетуючої хіміотерапії флударабіном та циклофосфамідом або для отримання стандартної терапії другої лінії, що складається з трьох циклів хемоімунотерапії з подальшою високодозовою терапією та аутологічною химерною антигенною рецепторною Т-клітинною терапією в учасників, які досягли повної або часткової відповіді.
Ефективність препарату також оцінювали в дослідженні PILOT (NCT03483103), одногруповому, відкритому, багатоцентровому дослідженні у пацієнтів з рецидивуючою або рефрактерною великоклітинною В-клітинною лімфомою після однієї лінії хемоімунотерапії, які не підлягали трансплантації. У дослідженні брали участь учасники, які не мали права на високодозову терапію та трансплантацію гемопоетичних стовбурових клітин через порушену функцію органів або вік, але мали адекватну функцію органів для аутологічної химерної антигенної рецепторної Т-клітинної терапії. Ефективність базувалася на частоті повної ремісії та тривалості відповіді, визначених за допомогою IRC. З 74 учасників, які пройшли лейкоферез (медіанний вік 73 роки), 61 (82 %) отримував лізокабтаген маралеуцел, з яких 54 % (95 % ДІ: 41, 67) досягли повної ремісії. Медіана DOR не була досягнута (95 % ДІ: 11,2 місяця, не досягнута) у учасників, які досягли повної ремісії, та 2,1 місяця (95 % ДІ: 1,4, 2,3) у учасників з найкращою відповіддю часткової ремісії Серед усіх учасників, які отримували лейкоферез, рівень повної ремісії становив 46 % (95 % ДІ: 34, 58).
Ефективність лікування фолікулярної лімфоми оцінювали у дослідженні TRANSCEND-FL (NCT04245839), відкритому багатоцентровому дослідженні II фази з однією групою у дорослих з рецидивуючою або рефрактерною фолікулярною лімфомою після двох або більше ліній системної терапії (включаючи антитіло проти CD20 та алкілювальний агент). Учасники мали право на участь у дослідженні, якщо вони мали адекватну функцію кісткового мозку для отримання лімфодеплетуючої хіміотерапії та функціональний статус за шкалою ECOG 1 або менше.

## Суспільство та культура

### Правовий статус
У січні 2022 року комітет з лікарських засобів для людини Європейського агентства з лікарських засобів ухвалив позитивний висновок, рекомендуючи видати дозвіл на маркетинг лікарського засобу «Бреянзі», призначеного для лікування дорослих з рецидивуючою або рефрактерною дифузною великоклітинною В-клітинною лімфомою, первинною медіастинальною великоклітинною В-клітинною лімфомою та фолікулярною лімфомою ІІІВ ступеня, після щонайменше двох попередніх ліній лікування. Заявником на цей лікарський засіб є компанія «Bristol-Myers Squibb». Лізокабтаген маралеуцел був схвалений для медичного застосування в Європейському Союзі у квітні 2022 року.

### Назва
Лізокабтаген маралеуцел — це міжнародна непатентована назва.